# インター・ステラ (ゲーム)
『INTER STELLAR』（インターステラ）は、1983年に船井電機グループであった大東音響がパイオニア・学研の協力を得て製作し、フナイ（船井電機の関連会社）から発売されたアーケード用レーザーディスクゲームである。1983年12月1日発売、定価155万円。
コクピット型の専用筐体で、5.1chのサラウンドスピーカーを搭載。背景の映像はレーザーディスクゲームとしては異例のコンピュータグラフィックスを使用しており、宇宙砂漠、氷の惑星、オーロラ空間などのCG映像が背景に再生される。CGは学研が制作した。
ゲーム内容は3D視点のシューティングゲームで、対空・対地攻撃戦闘機『フェラルドランサー』を操作して、敵戦闘機・爆撃機・地上基地・戦車などの侵略者をレーザーガンとバーン爆弾で撃破し、未来都市αから惑星Eを目指す。
1984年には続編の「インターステラ ザンガス」の発売が予告されていたが、未発売に終わった。

## 遊び方
- 操縦桿を左右に倒して自機の移動、さらに横にクラッチを入れると自機が斜めになり斜め方向への攻撃になる。
- 攻撃は2つある発射ボタンで対空攻撃のレーザーガン（3連射）と対地攻撃のバーン爆弾を発射。
- バーン爆弾は地上の敵をマーカーで合わせて発射すると自動追尾する。
- 4機編隊の敵を全滅させるとボーナスポイントが入る。
- 背景のLD映像が3シーン進む毎にブレークポイントとなり、撃破数×100点のボーナス点が加算される。
- 敵の攻撃を受けると自機が一機減り、自機が全部無くなるとゲームオーバー。

## 移植
- MSX

LDソフト。プレイにはパイオニア製MSX「PALCOM」シリーズもしくはER-101（拡張プロセッサ）を接続したMSXと、LDコントロールに対応したLDプレイヤーが必要。